# 강현묵 (공작원)
강현묵(姜鉉默, 1908년 6월 29일 ~ 1947년 6월)은 일제강점기 당시 중국 만주 지역에서 활동했던 공작원이다. 다른 이름으로 강경팔(姜京八)이 있다.

## 생애
본적지는 함경북도 부령군 석막면이다. 1928년 조선공산당에 입당하여 사회주의 계열 운동에 뛰어들었다. 1930년에는 중국 공산당에 가입했고, 간도 지역에서 활발한 활동을 벌였다. 1930년대 전반기까지는 공산주의 청년운동가로 활약하여 일제가 주요 항일인사로 지목하기도 했다.
그러나 곧 민생단 사건으로 만주 지역에서 활동하던 조선인 공산주의자들이 일제의 간첩 혐의를 받고 대거 숙청되는 일이 발생했다. 강현묵도 민생단 사건에 연루되어 체포되었다가 압송 중에 탈출하여 일제에 투항했다. 이후 간도협조회에 참가하여 항일운동 탄압에 적극적으로 나서게 되었다. 1934년 간도협조회 본부 공작원이 된 뒤, 본부특별공작대 공작원으로 항일 부대인 동북인민혁명군을 직접 습격하기도 했다.
강현묵이 소속되어 있던 간도협조회는 일본군 외곽특무조직이었으며, 특별공작대는 간도협조회 산하 무장 조직이었다. 강현묵에 대한 대우는 1936년을 기준으로 일본군 헌병 일등병에 준했다. 중국 측 기록에 따르면 강현묵은 이 기간 중 중국공산당 지하당원을 체포하고 소련 정보망을 파괴하는 "죄악적 활동"을 한 것으로 되어 있다. 간도협조회에서 특별공작대 대원들을 이끄는 지휘관을 지내고 1936년부터는 만주국협화회의 특별공작부에서도 활동하는 등 만주 지역 항일세력 파괴에 적극적으로 가담했다.
1935년에는 이른바 "이송일 사건"으로 불리는 편지 조작 사건을 일으키기도 했다. 이 사건은 간도협조회 본부 공작원인 강현묵과 이동화가 백초구분회 공작원 황시준과 함께 모의한 것이었다. 이송일은 사건 당시 중국 공산당 소속의 조선인 중 최고위급 간부였다. 강현묵은 간도협조회 회장 김동한 명의의 편지를 조작하여 이송일을 함정에 빠뜨렸고, 결국 이송일과 그 휘하의 조선인 수십 명이 중국 공산당에 의해 처형되었다.
일본이 태평양 전쟁에서 패망한 뒤 중국에서는 친일 행위자를 심판했는데, 강현묵은 1947년 6월 옌지에서 열린 군중심판대회에서 총살되었다. 대한민국 친일반민족행위진상규명위원회가 2007년에 발표한 친일반민족행위 195인 명단과 2008년 민족문제연구소가 정리한 친일인명사전 수록예정자 명단 중 해외 부문에 포함되었다.

## 같이 보기
- 간도협조회
- 만주국협화회

## 참고자료
- 친일반민족행위진상규명위원회 (2007년 12월). 〈강현묵〉 (PDF). 《2007년도 조사보고서 II - 친일반민족행위결정이유서》. 서울. 1998~2011쪽쪽. 발간등록번호 11-1560010-0000002-10. [깨진 링크(과거 내용 찾기)]